# Zuidoost-Duits voetbalkampioenschap 1912/13
In 1912/13 werd het zevende voetbalkampioenschap gespeeld dat georganiseerd werd door de Zuidoost-Duitse voetbalbond. Askania Forst werd kampioen en plaatste zich voor de eindronde om de Duitse landstitel. De club werd in de eerste ronde uitgeschakeld door VfB Leipzig.

## Deelnemers aan de eindronde

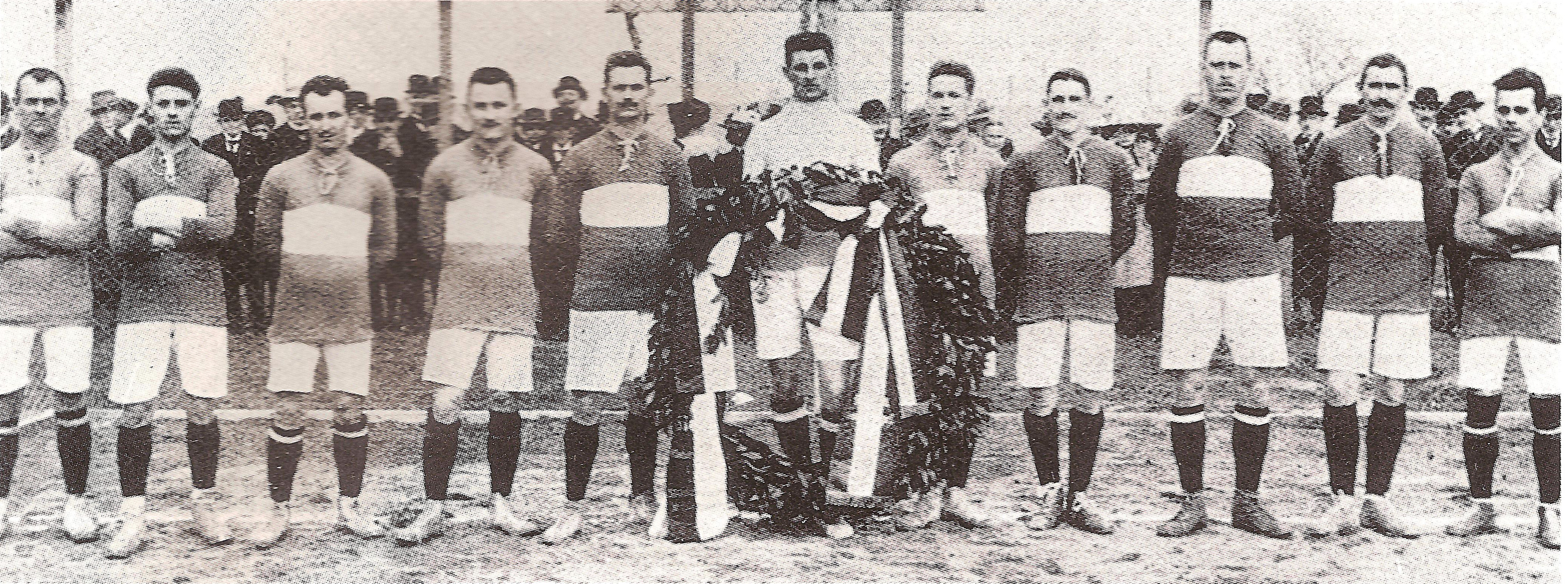
Kampioenenelftal van Askania Forst

| Club                 | Gekwalificeerd als         |
| -------------------- | -------------------------- |
| SC Preußen Breslau   | Kampioen van Breslau       |
| FC Askania Forst     | Kampioen van Neder-Lausitz |
| ATV Liegnitz         | Kampioen van Neder-Silezië |
| SC Preußen Görlitz   | Kampioen van Opper-Lausitz |
| FC Preußen Kattowitz | Kampioen van Opper-Silezië |
| FC Britannia Posen   | Kampioen van Posen         |

## Eindronde

### Kwalificatie
|              |                      |       |              |           |
| 9 maart 1913 | FC Preußen Kattowitz | 3 - 1 | ATV Liegnitz | Myslowitz |
| 9 maart 1913 |                      |       |              | Myslowitz |

|              |                    |       |                    |       |
| 9 maart 1913 | FC Britannia Posen | 0 - 1 | SC Preußen Breslau | Posen |
| 9 maart 1913 |                    |       |                    | Posen |

|              |                  |     |                    |       |
| 9 maart 1913 | FC Askania Forst | w/o | SC Preußen Görlitz | Forst |
| 9 maart 1913 |                  |     |                    | Forst |

Preußen Görlitz kwam met slechts zes spelers opdagen waardoor de overwinning zonder te spelen aan Askania Forst werd toegekend. 

### Halve finale
Preußen Kattowitz had een bye.
|               |                  |       |                    |       |
| 21 maart 1913 | FC Askania Forst | 2 - 1 | SC Preußen Breslau | Forst |
| 21 maart 1913 |                  |       |                    | Forst |

Preußen Breslau tekende protest aan na een zware scheidsrechterlijke fout en de wedstrijd moest herspeeld worden.
|               |                    |       |                  |         |
| 30 maart 1913 | SC Preußen Breslau | 1 - 2 | FC Askania Forst | Breslau |
| 30 maart 1913 |                    |       |                  | Breslau |

### Finale
|              |                  |       |                      |         |
| 6 april 1913 | FC Askania Forst | 1 - 2 | FC Preußen Kattowitz | Breslau |
| 6 april 1913 |                  |       |                      | Breslau |

Na een scheidsrechterlijke fout diende Askania Forst een klacht in waarop de wedstrijd herspeeld werd. 
|               |                  |       |                      |         |
| 13 april 1913 | FC Askania Forst | 4 - 0 | FC Preußen Kattowitz | Breslau |
| 13 april 1913 |                  |       |                      | Breslau |